# Brunnen am Herzogschloss

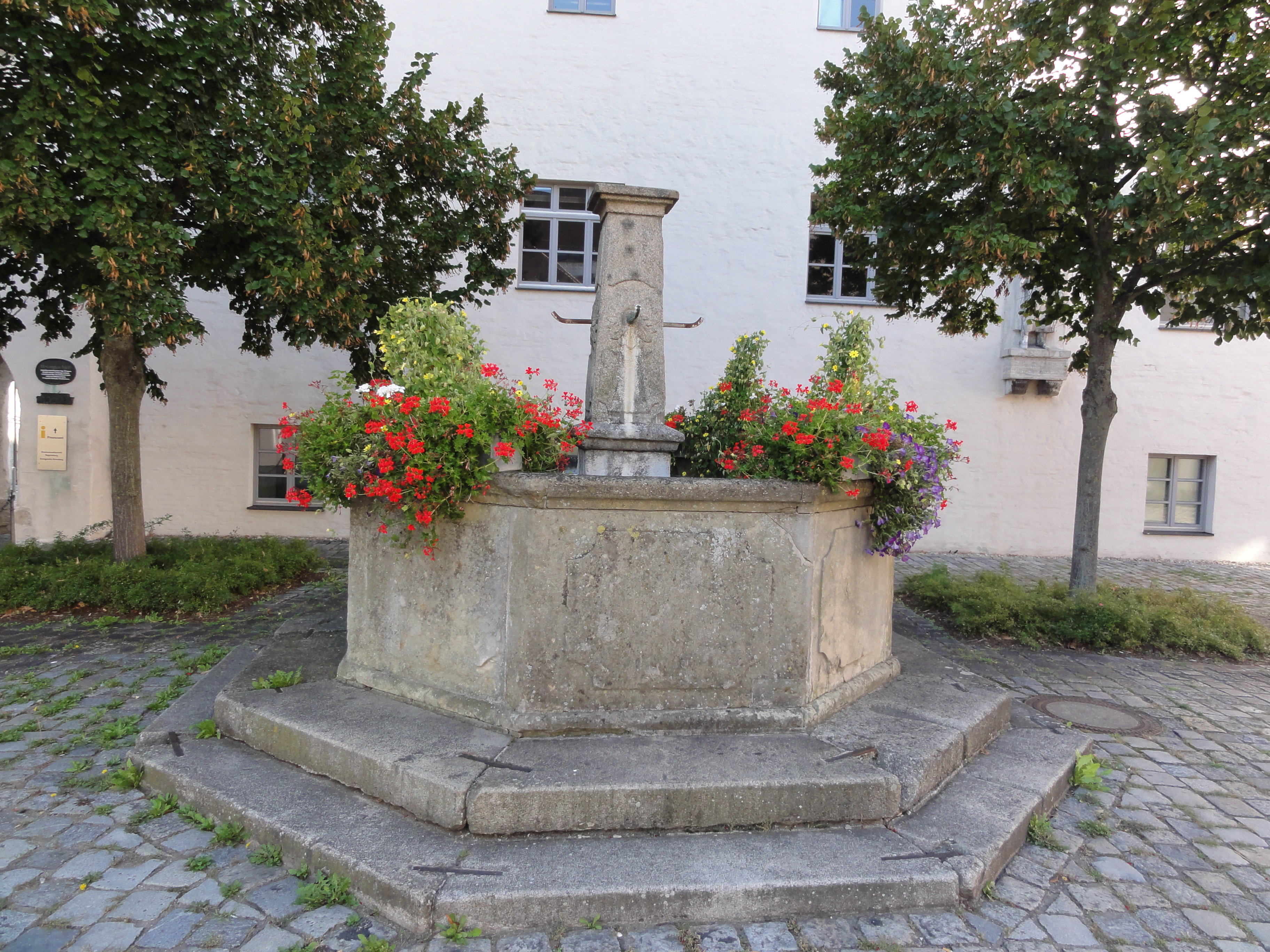
Brunnen auf dem Platz vor dem Herzogsschloss (vor der Sanierung)

Der Brunnen am Herzogsschloss in Straubing wurde im 18. Jahrhundert geschaffen und steht unter Denkmalschutz. Er steht auf dem Platz vor dem ehemaligen Herzogsschloss zwischen den Gebäuden Schlossplatz 1, Schlossplatz 2 und Schlossplatz 4.

## Geschichte
Der Laufbrunnen stammt wohl aus dem 18. Jahrhundert und stand früher am Stadtplatz. Am heutigen Standplatz zeigte bereits das Stadtmodell von 1568 einen Brunnen. 1851 wird hier ein „Kasernenbrunnen“ erwähnt, zugehörig der im Schloss untergebrachten Kaserne. Im September 2017 wurde eine Sanierung begonnen, die 100.000 Euro kostete und im September 2018 mit einem Festakt abgeschlossen wurde.

## Beschreibung
Der Brunnen ist aus Grünsandstein gefertigt und als Baudenkmal D-2-63-000-181 gelistet. Das oktogonale Kump steht auf einem Stufenpostament. In der Mitte erhebt sich eine obeliskartige Brunnensäule mit vier nach oben gerichteten Auslaufröhren.